# Karlaplan (tunnelbanestation)
Karlaplan är en station på Stockholms tunnelbana i stadsdelen Östermalm i Stockholms innerstad.
Stationen trafikeras av röda linjen och ligger mellan stationerna Östermalmstorg och Gärdet. Avståndet till station Slussen är 3,6 kilometer.
Stationen invigdes den 2 september 1967 i samband med att bangrenen mot Ropsten förlängdes från Östermalmstorg. Den är belägen i bergrum 23 meter under marken rakt under kvarteret Fältöversten. Entré sker från antingen Fältöverstens södra ingång vid Karlaplan eller från Valhallavägen/De Geersgatan.
Karlaplan är den åttonde djupast belägna tunnelbanestationen på hela tunnelbanenätet, beläget 10,6 meter under havet.
Runt sittplatserna på perrongerna har konstnären Tor Hörlin dekorerat en nisch i stengods som invigdes samtidigt med stationen 1967. Fotomontaget längs ena spårväggen skapades av Larseric Vänerlöf 1983. Det är 96 meter långt och sattes upp 1983. Fotomontaget renoverades och sattes upp i en annan teknik 2009.
Bakom konsten på spårväggarna på stationen sitter sedan 2006 ett tåligt och lättsanerat emaljsystem (emaljerat stål) för att minska kostnaden för klottersanering och trötta ut klottrarna.